# Promień Jowisza
Promień Jowisza (RJ) – pozaukładowa jednostka miary używana w astronomii do określania rozmiarów planet pozasłonecznych odpowiadająca promieniowi Jowisza. Promień Jowisza na równiku wynosi ok. 71 492 km, co odpowiada ok. 11,2 promieniom Ziemi, a zarazem 0,10045 promienia Słońca.